# Compuerta tipo rodante
La compuerta rodante, utilizada en vertederos de presas, es manipulada desde los pilares del vertedero accionando cadenas, una en cada punta. La compuerta, constituida por un cilindro vacío, rueda sobre sí misma al ser elevada o descendida.
Permite liberar totalmente el vano del vertedero, permitiendo la navegación.